# Bourse (stație de premetrou din Bruxelles)
fr  Bourse / nl  Beurs este o stație a premetroului din Bruxelles situată în centrul orașului Bruxelles din Belgia. Ea se află sub Bulevardul Anspach, în apropierea Bursei.

## Istoric
Stația Bourse / Beurs a fost deschisă pe 4 octombrie 1976 și face parte din axa de premetrou Nord-Sud (anterior numită Linia 3) a Metroului din Bruxelles. Prin stație circulă tramvaiele liniilor 3, 4 și 32. Deasupra ei se găsește o stație de suprafață deservită de autobuzele liniilor 48, 86 și 95.

## Caracteristici
Stația are două linii și trei peroane, din care două dispuse de o parte și de alta a liniilor. Al treilea peron, dispus central, permite îmbarcarea și debarcarea călătorilor folosind soluția spaniolă. Stația nu este direct accesibilă persoanelor cu dizabilități.
Pe plafonul holului pentru casele de bilete se găsește instalația intitulată Moving ceiling (în română Tavanul mișcător) și realizată de Pol Bury, alcătuită din 75 de cilindri din oțel inoxidabil care se mișcă încet. Deasupra peroanelor se poate admira pictura lui Paul Delvaux Nos vieux trams Bruxellois (în română Vechile noastre tramvaie bruxeleze). Opera de artă are peste 13 metri lățime și evocă nostalgia tramvaielor din Bruxelles-ul de altădată.
Până în 2012, stația Bourse / Beurs a fost gazda expoziției „Scientastic”.

## Linii de tramvai ale STIB în premetrou
- 3 Esplanade - Churchill
- 4 Gare du Nord / Noordstation - Parking Stalle
- 32 Drogenbos Château / Drogenbos Kasteel - Da Vinci (doar seara, după ora 20:00)

## Legături

### Linii de autobuz ale STIB
- 48 Piața Mare - Decroly (doar în direcția Piața Mare)
- 86 Machtens - Gara Centrală (doar în direcția Gara Centrală)
- 95 Wiener - Piața Mare (doar în direcția Piața Mare)

### Linii de autobuz STIBNoctis
Doar către periferii:
- N04 Gara Centrală – Cimitirul Bruxelles
- N05 Gara Centrală – Kraainem
- N06 Gara Centrală – Muzeul Tramvaiului
- N08 Gara Centrală – Wiener
- N09 Gara Centrală – Herrmann-Debroux
- N10 Gara Centrală – Fort-Jaco
- N11 Gara Centrală – Gara Uccle-Calevoet / Ukkel-Kalevoet
- N12 Gara Centrală – Stalle (P)
- N13 Gara Centrală – Westland Shopping

Doar către Gara Centrală:
- N16 Gara Berchem – Gara Centrală

### Linii de autobuz aleDe Lijn
Doar către Ninove:
- 126 Brussel Noord - Ninove (linie expres)
- 127 Brussel Noord - Dilbeek - Liedekerke - Ninove
- 128 Brussel Noord - Dilbeek - Ninove

## Locuri importante în proximitatea stației
| - Euronext - Bruxella 1238 - Biserica Sf. Nicolae - Casa de Goude Huyve - Piața Mare | - Halele Saint-Géry - Primăria Bruxelles - Muzeul orașului Bruxelles - Ancienne Belgique - Pathé Palace |

## Galerie de imagini

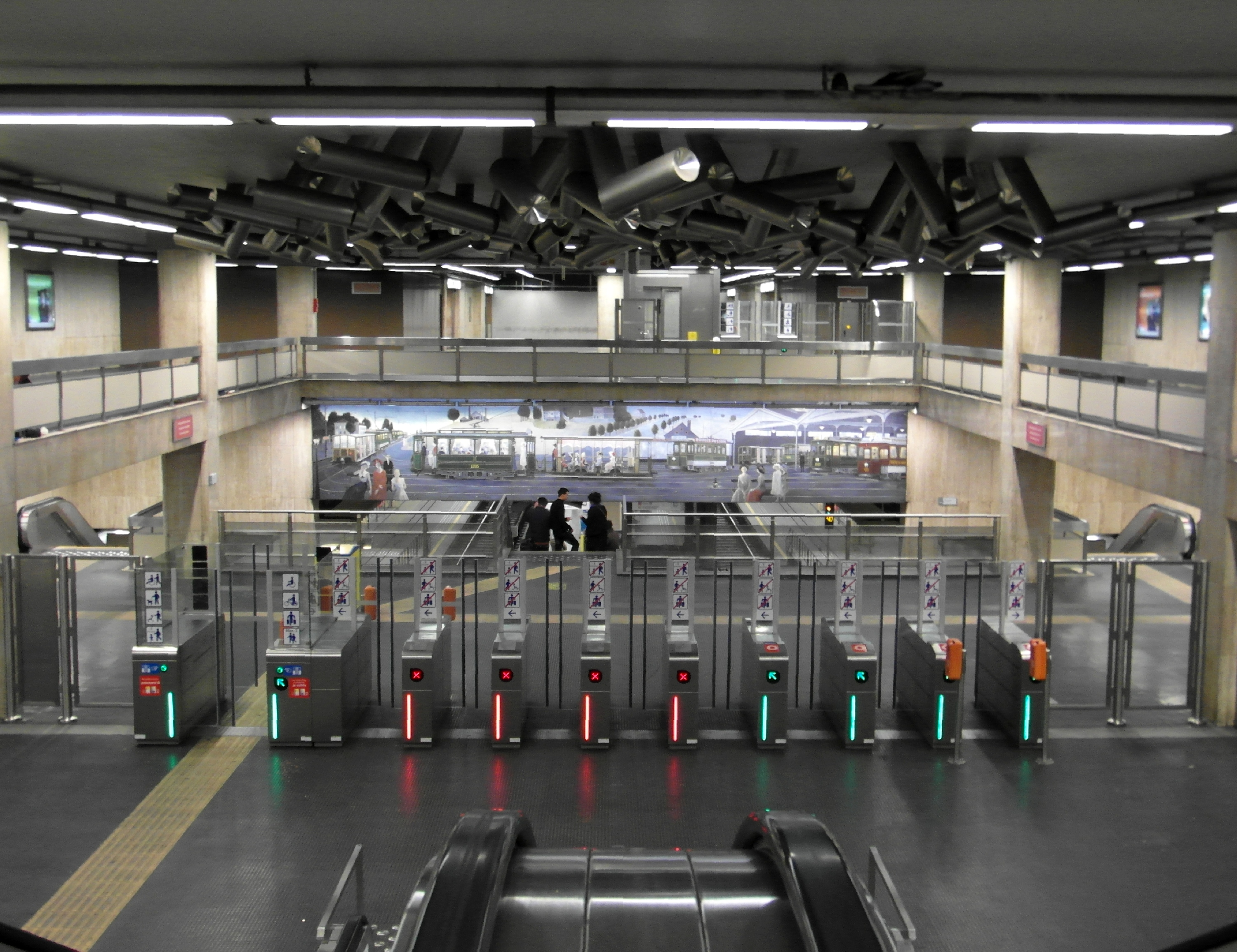
Lucrarea Moving ceiling pe tavanul stației Bourse / Beurs.
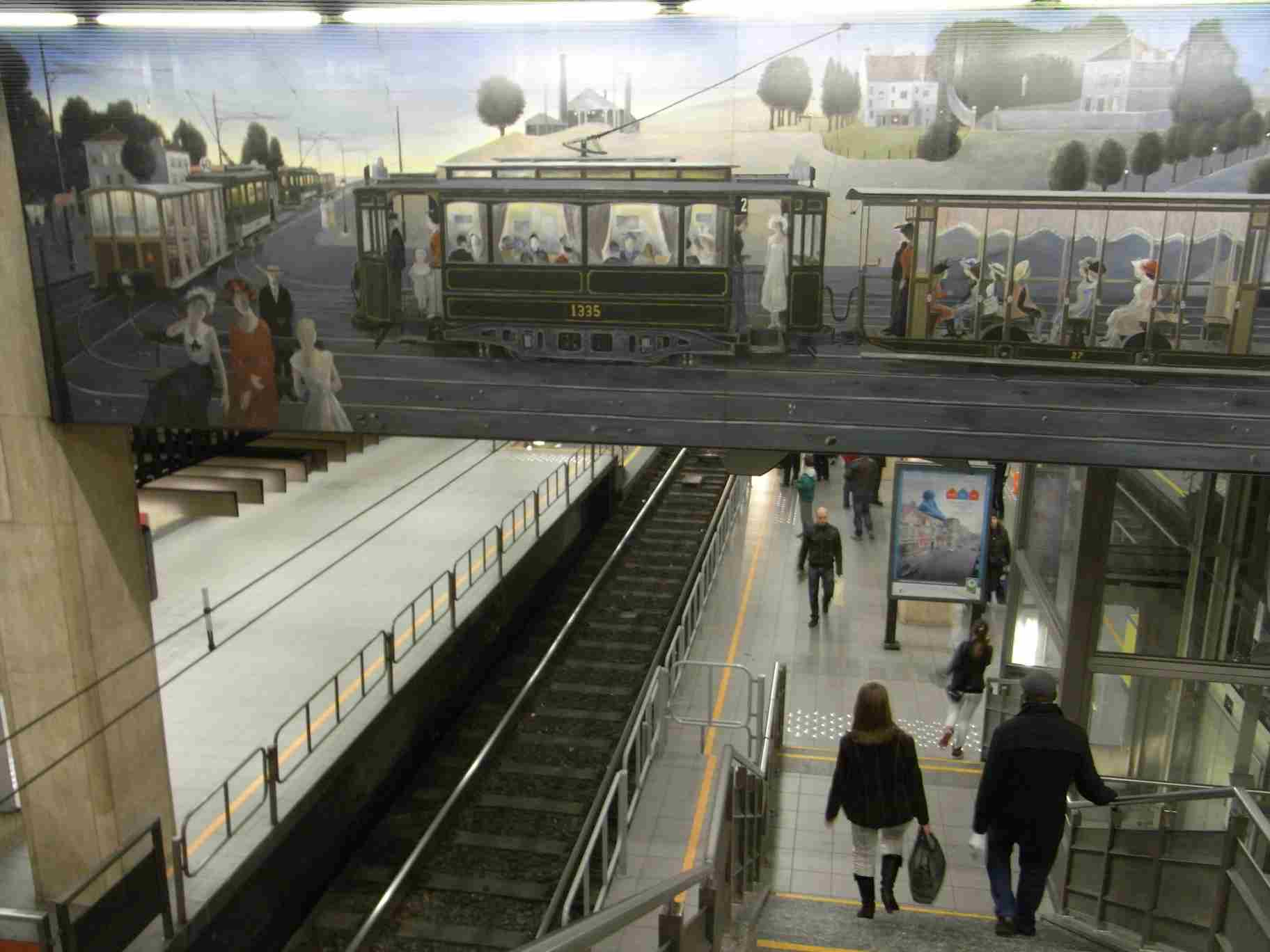
Pictură de Paul Delvaux în stația Bourse / Beurs.